# Кубок Гамбарделла
Кубок Гамбарделла (фр. Coupe Gambardella) — французький футбольний клубний турнір для команд до 19 років, який організовується і проводиться Федерацією футболу Франції.
Кубок розглядається як можливість для майбутніх футболістів продемонструвати свої навички в національному турнірі, а клубам дати змогу продемонструвати свою здатність навчати молодих талантів.

## Історія

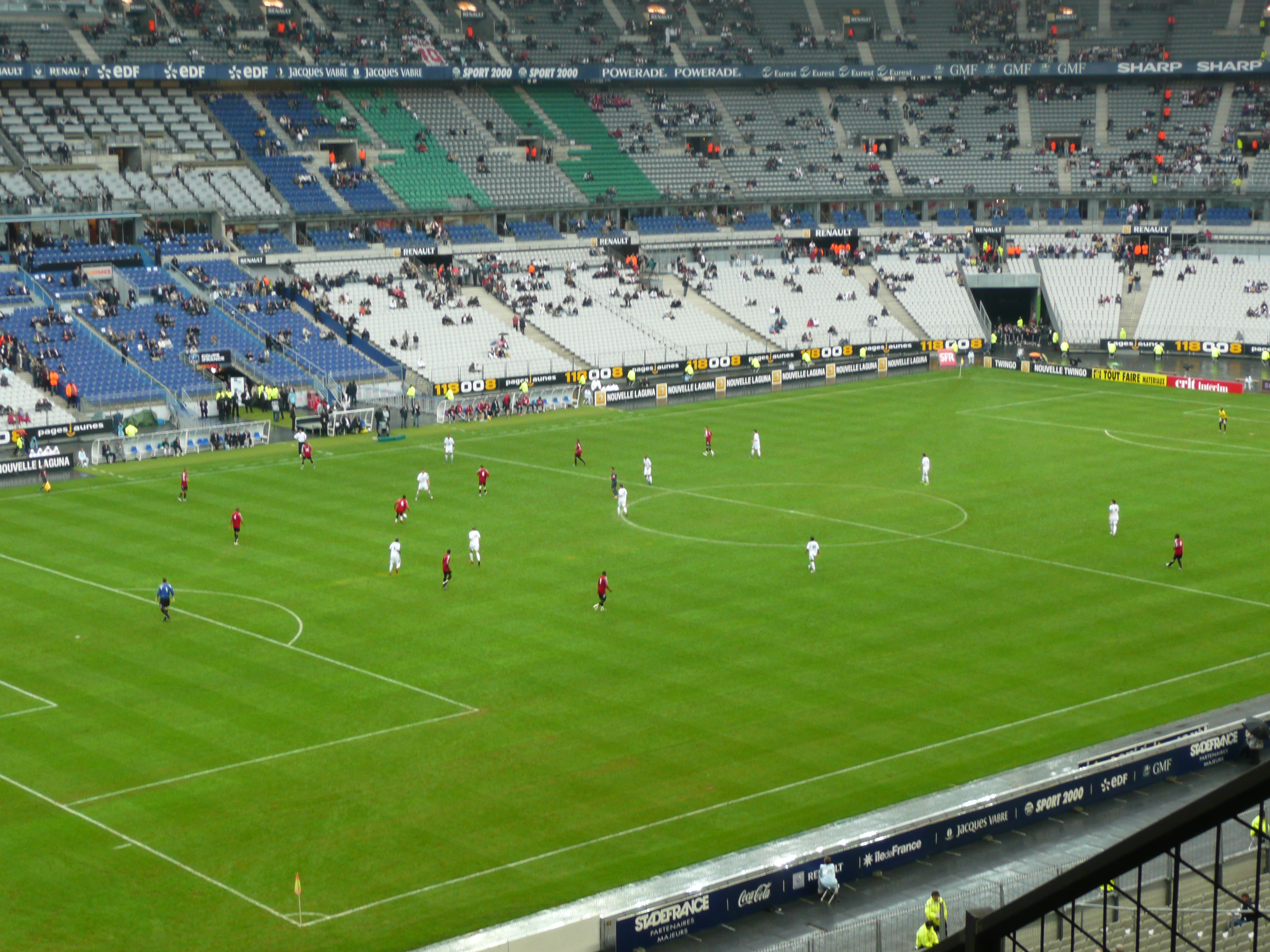
Фінал Кубка Гамбарделла сезону 2007-08 на Стад де Франс

Турнір був створений 1954 року на основі Національного Кубка для юніорів (фр. Coupe nationale des juniors), що існував у Франції в 1930-ті роки. 1955 року турнір був названий на честь Еммануель Гамбарделла, президент Федерації футболу Франції з 1949 по 1953, який помер 30 серпня 1953 року.

## Формат
Сезон кубка починається в грудні на регіональному рівні, а з півфінальної стадії матчі грають на нейтральних полях. Якщо після дев'яноста хвилин рахунок рівний — відразу назначається серії пенальті без додаткового часу. Фінал кубка грається в той же день, що і фінал Кубка Франції і традиційно відбувається на Стад де Франс.

## Переможці
Наразі найбільш титулованим учасником турніру є юнацька команда «Осеру», яка вигравала трофей шість разів (1982, 1985, 1986, 1993, 1999, 2000)